# Dia da Suécia

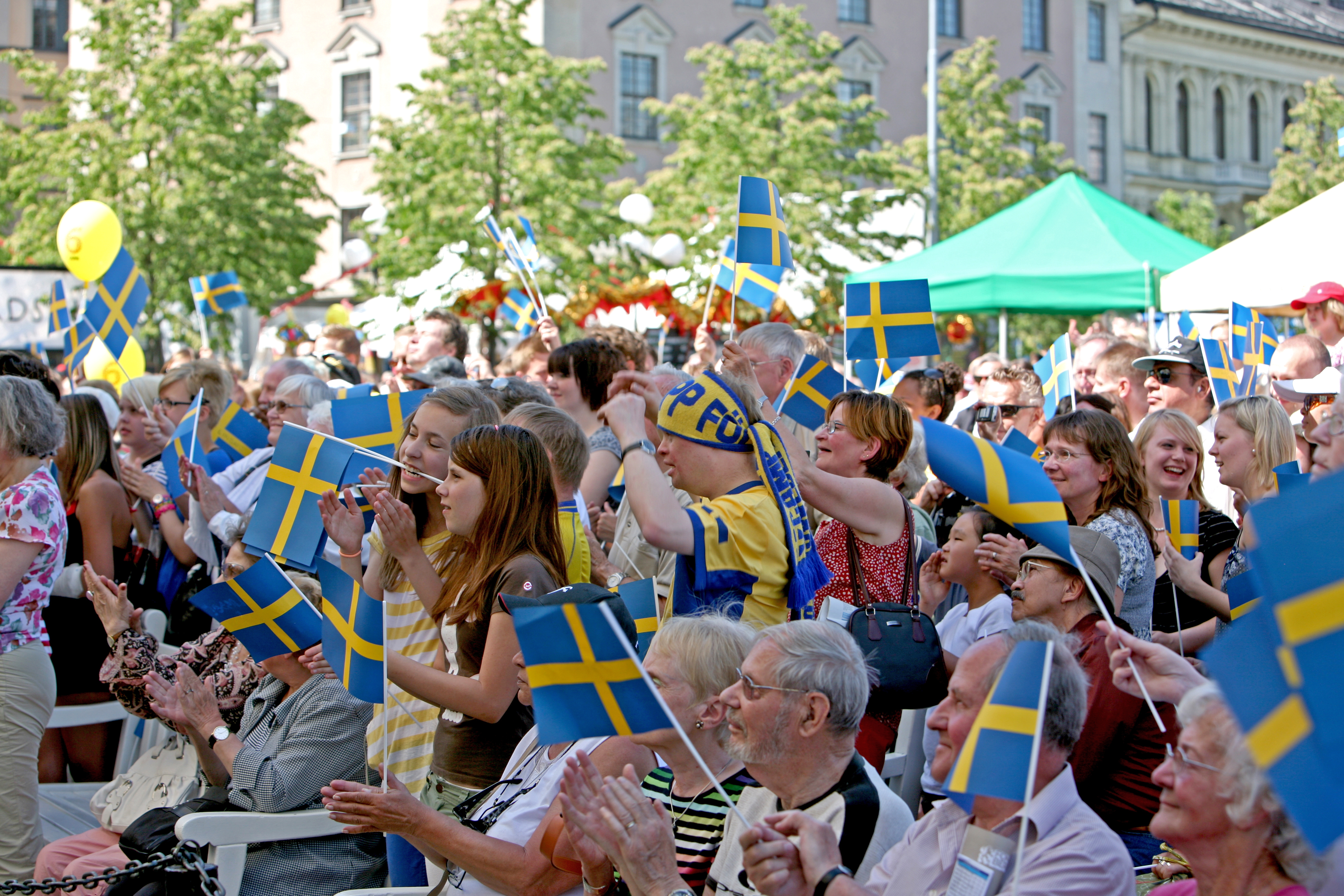
Celebração do Dia da Suécia em Estocolmo

O Dia da Suécia -  Sveriges nationaldag, em língua sueca - celebrado a 6 de junho, é o dia nacional oficial da Suécia, marcado por festejos e celebrações, bem como atos cívicos.

Este dia festivo é celebrado em memória da eleição de Gustavo Vasa como rei da Suécia, pelo Parlamento em 1523, e igualmente da promulgação da Constituição de 1809.
Até 1982, este dia era designado de Dia da Bandeira Sueca - Svenska flaggans dag.

Uma nova tradição é a atribuição neste dia da nacionalidade sueca aos “novos sueco”.